# 阿德里安·曼格拉德
 阿德里安·曼格拉德（1695年3月12日—1760年8月1日），法国风景画画家。

## 生平与作品简介

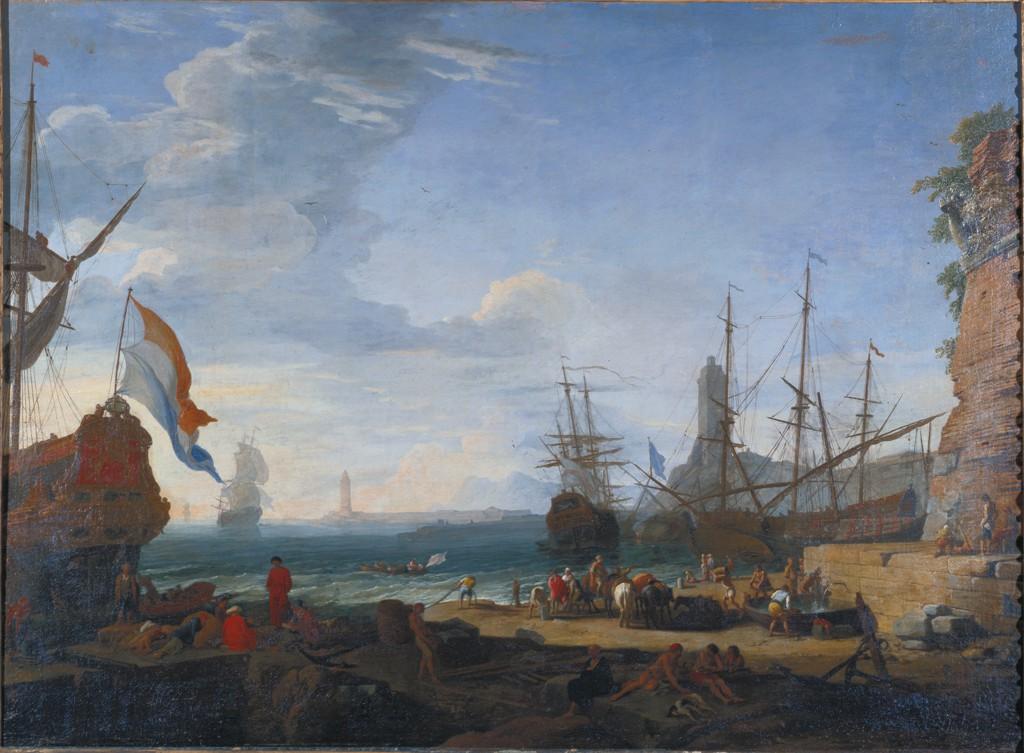
Seaport Scene, 哈佛藝術博物館

阿德里安·曼格拉德（Adrien Manglard）于1695年3月10日出生于法蘭西王国里昂市，是爱德蒙（Edmond）（称为Aimé）曼格拉德（Manglard）和凯瑟琳·罗斯·杜佩里尔（Catherine Rose du Perrier）或杜佩里尔（Dupérier）的长子。同年3月12日，他在圣文森特教堂受洗。 他的父亲也是画家，出生于巴黎。他的母亲是一个书商的女儿。他的父母都是在没有父亲的情况下长大的。他们于1683年5月21日在圣马丁丹奈大教堂结婚。
除了艾德里安，他们还有两个孩子。由于小冰河世纪的极端寒冷天气，饥荒在经济上造成了影响，这导致了苏格兰的七年生病和法国的勒格兰德海弗（Le Grand Hiver）极为寒冷，随后的饥荒估计造成60万人死亡。到1710年在法国。 在1707，Manglard的两个兄弟皮尔和Daniel留在HOPITAL德拉查理特，在里昂福利院，在那里它们被接纳为délaissés（废弃）。
在里昂与阿德里亚恩·范·德·卡贝尔（Adriaen van der Cabel）学习之后，曼格拉德（Manglard）从那里搬到了阿维尼翁（Avignon）或马赛（Marseille），在那里他受卡尔特教派画家约瑟夫·加布里埃尔·伊姆伯特（Joseph Gabriel Imbert）（1666–1749）的研究。 1715年，曼格拉德仅仅以家教的身份移居罗马。他没有受到法国学院的保护，法国学院在1736年承认他为正式会员。 在1722年，他可能已经在罗马享有一定的声望。 至少从1720年代中期开始，曼格拉德就开始受到著名委员的支持。在1720年代，他开始为Corte Sabauda工作，并在1726年向他发送了两幅画。 曼格拉德作为海洋画家的才华使他的事业迅速发展：著名的客户包括萨沃伊维托里奥·阿梅迪奥二世，后者于1726年从他手中购买了两件相配的作品，以及菲利波一世 (帕尔马)。仅菲利波（Filippo）就委托曼格拉德（Manglard）绘制了140多幅画作来装饰他的宫殿。曼格拉德还享受了最重要的罗马家庭的光顾，包括科隆納家族，奧爾西尼家族，朗达尼，罗斯皮格里西和基吉家族。对于基吉，他在基吉宫的piano nobile上壁画了两个房间，今天是意大利总理的官邸。]在罗马，曼格拉德（Manglard）在贝尔纳迪诺·费焦尼（Bernardino Fergioni）的学习下，很快以风景画家的名声而高涨。 曼格拉德（Manglard）专注于他将成为罗马的专业领域，即海洋景观。他研究了船只，土耳其人甚至骆驼。 曼格拉德经常在山水画中描绘港口。土耳其人和骆驼等人物反映了意大利大港口的异国情调。
Manglard受过荷兰黄金时代的景观美化师（Cabel）的培训，他自己曾去过意大利。在那里，他的风格受到当地博洛涅塞学校的影响。因此，曼格拉德（Manglard）首先接触了荷兰黄金时代的山水画风格，在意大利受到了卡贝尔（Cabel）的影响，然后在20世纪20年代初移居意大利，并受到当时罗马著名画家的影响，包括雕刻家皮埃尔·莱格罗斯（Pierre Legros） 等圈子中的艺术家，例如塞巴斯蒂亚诺·孔卡（Sebastiano Conca）和卡斯珀·范·维特尔（Caspar van Wittel）。 曼格拉德（Manglard）的海洋画作将“克劳德·洛兰（Claude Lorrain）的理想化古典风景与北方模式的敏锐现实主义相结合”。

## 画作

### 部分作品欣赏

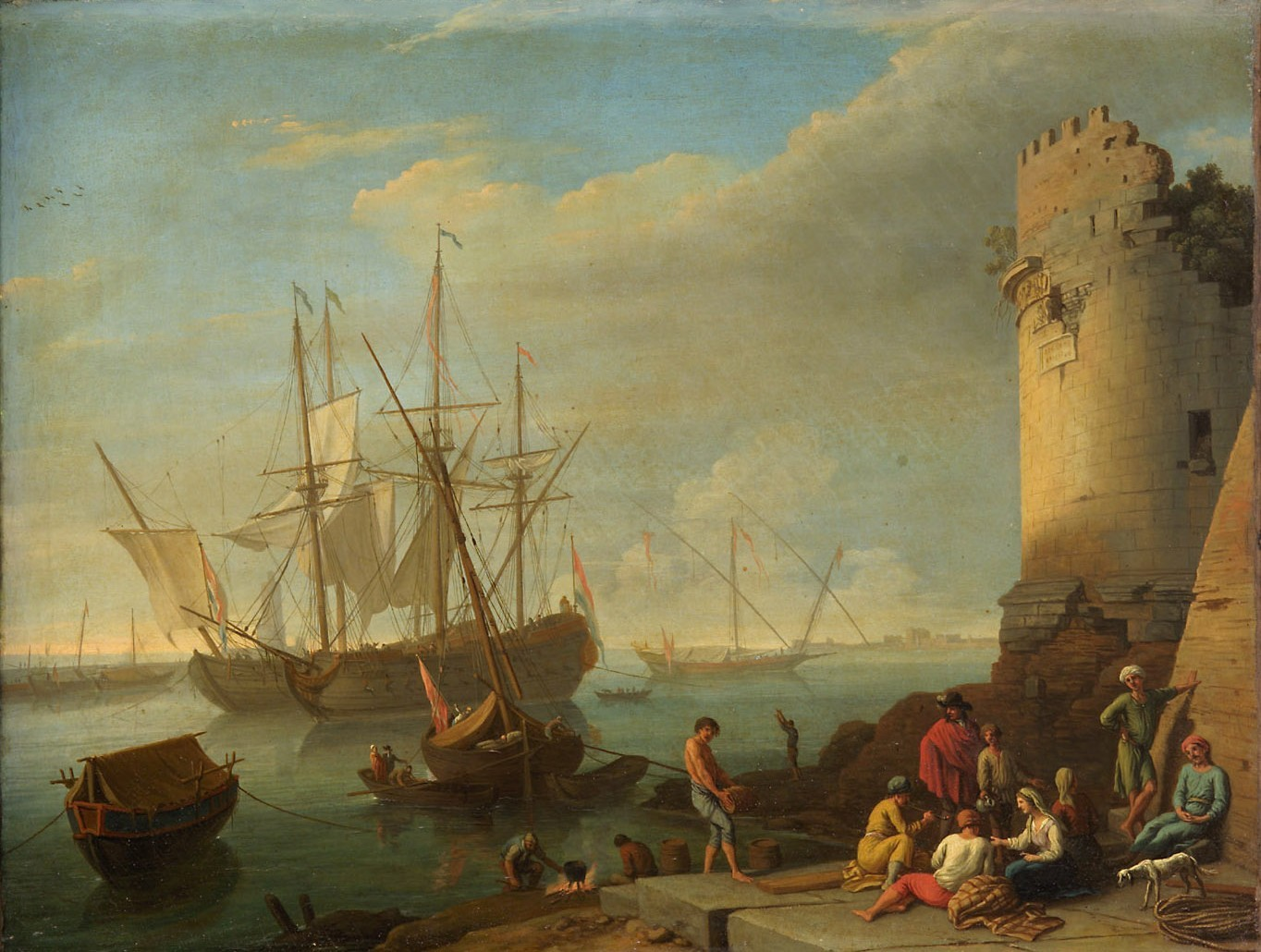
Seehafen, 艺术史博物馆, 維也納
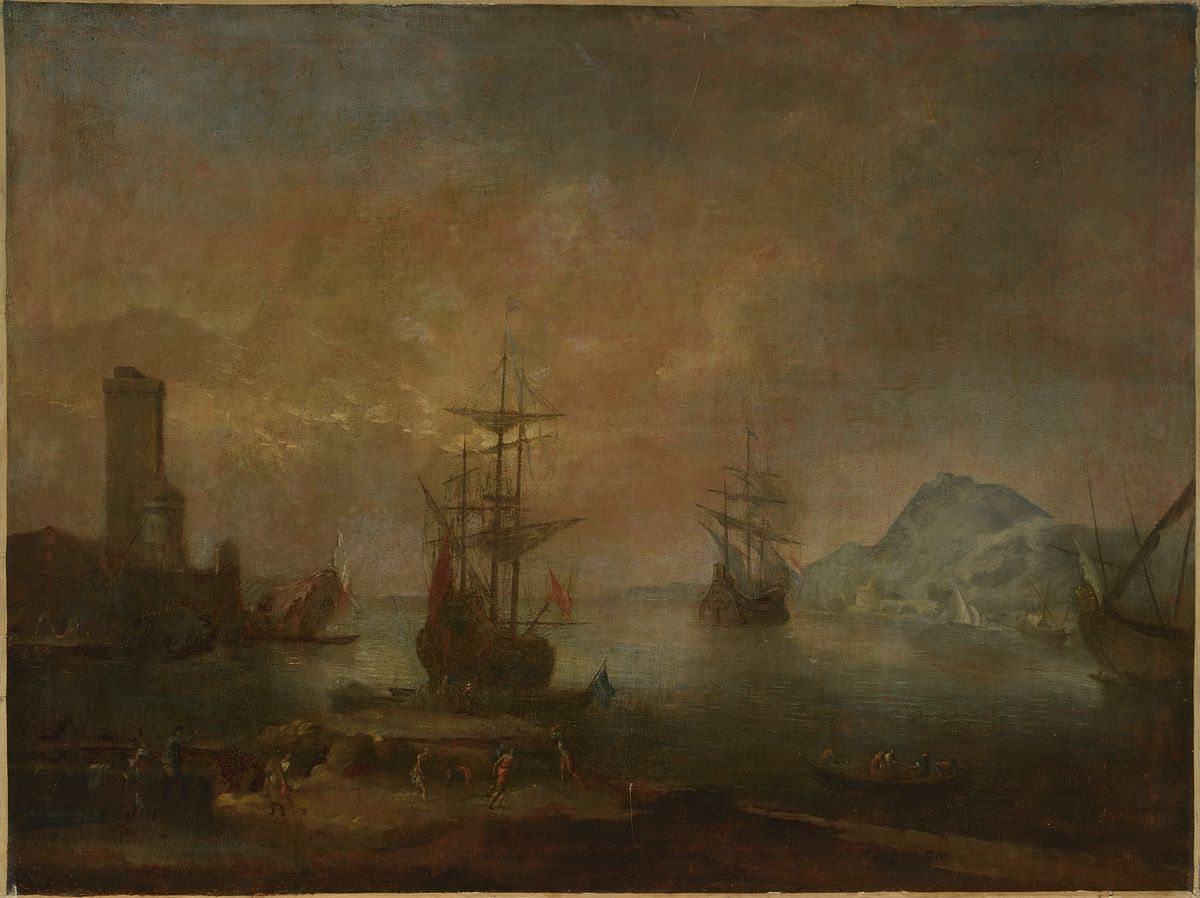
Marine, 里昂美术馆
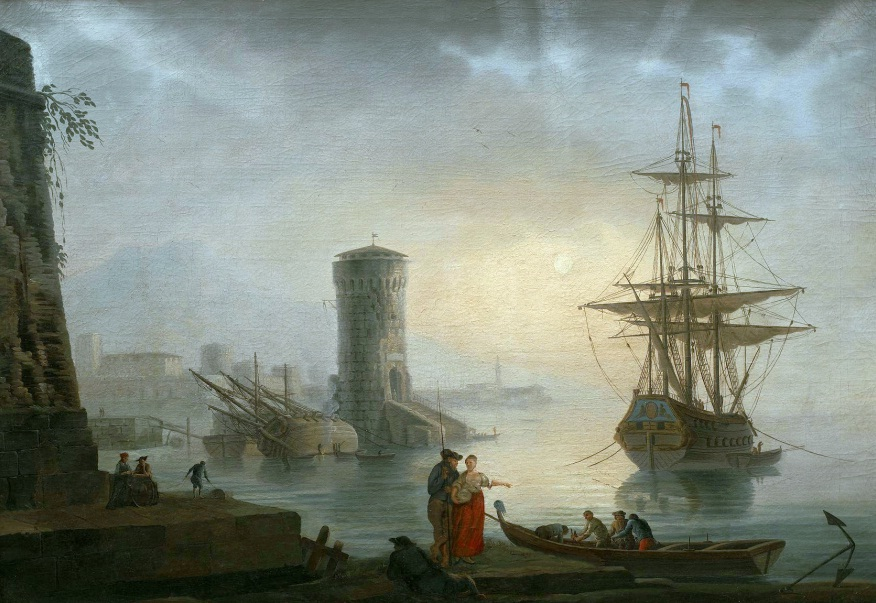
Mediterranean Port, 威拉诺夫约翰三世国王博物馆, 华沙
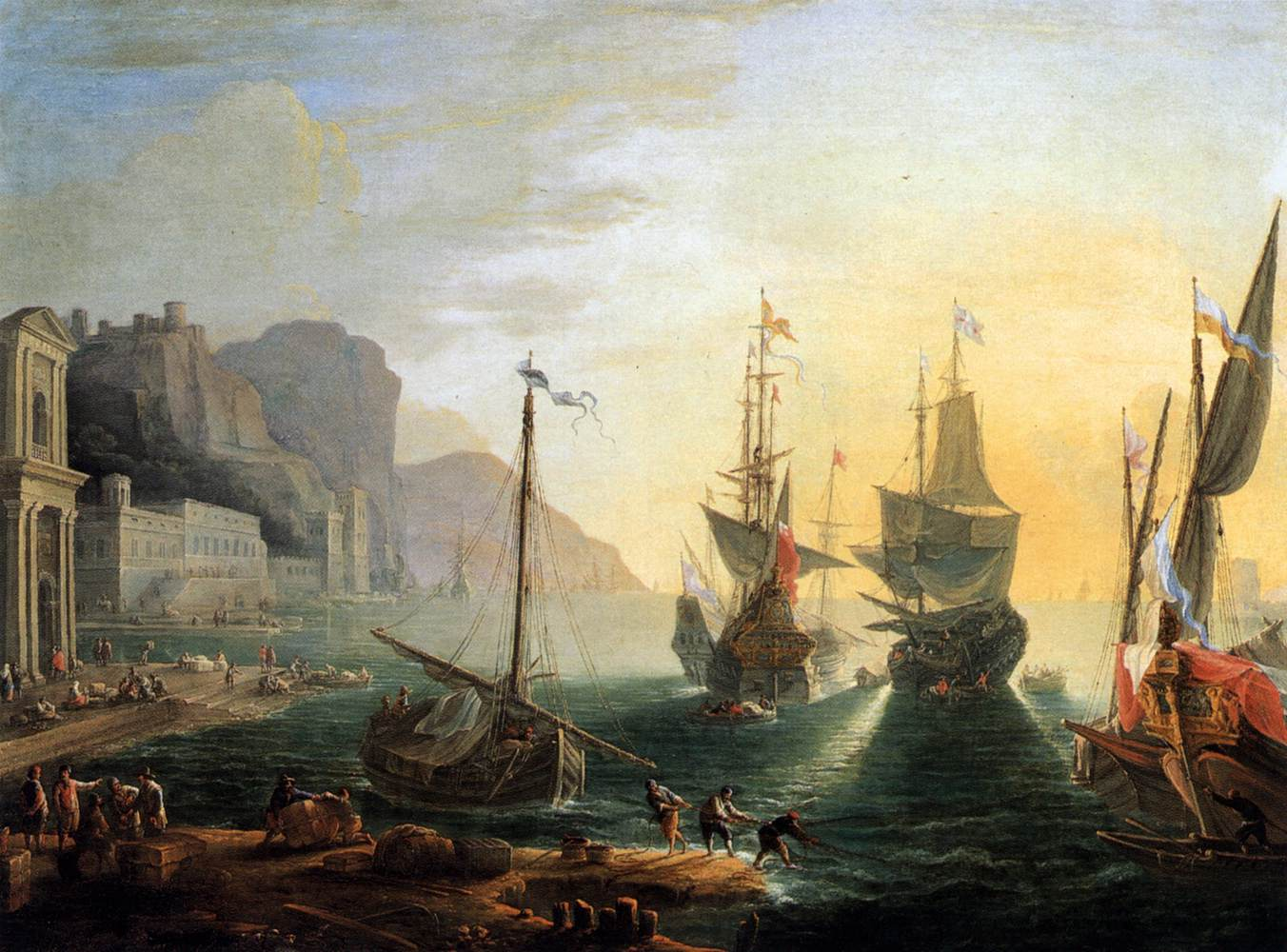
View of a Southern Port, 维也纳美术学院
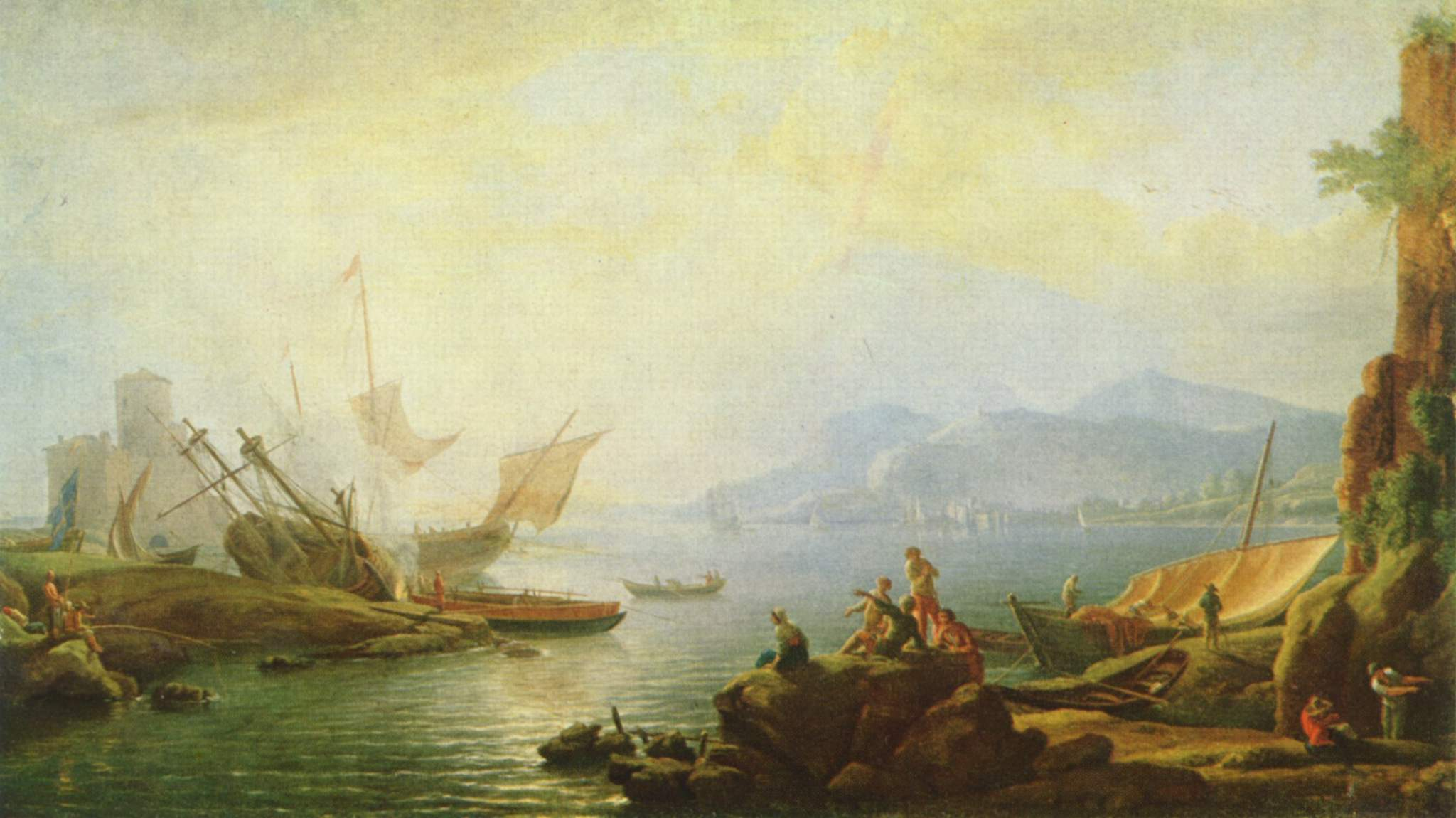
Flußmündung mit Hafen, 布达佩斯美术博物馆
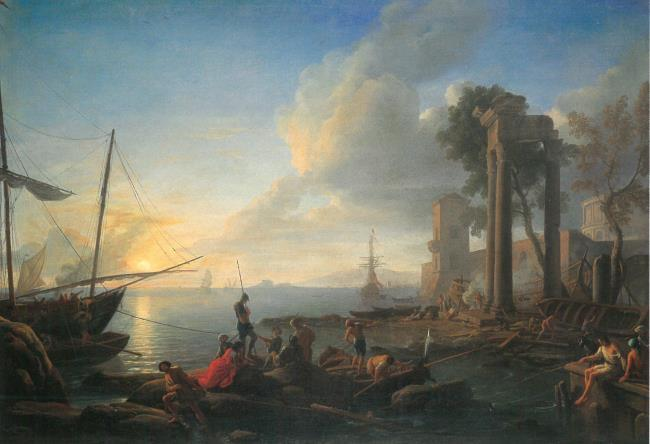
Southern coastal landscape with figures and ships at a landing, 薩包達美術館, 都灵
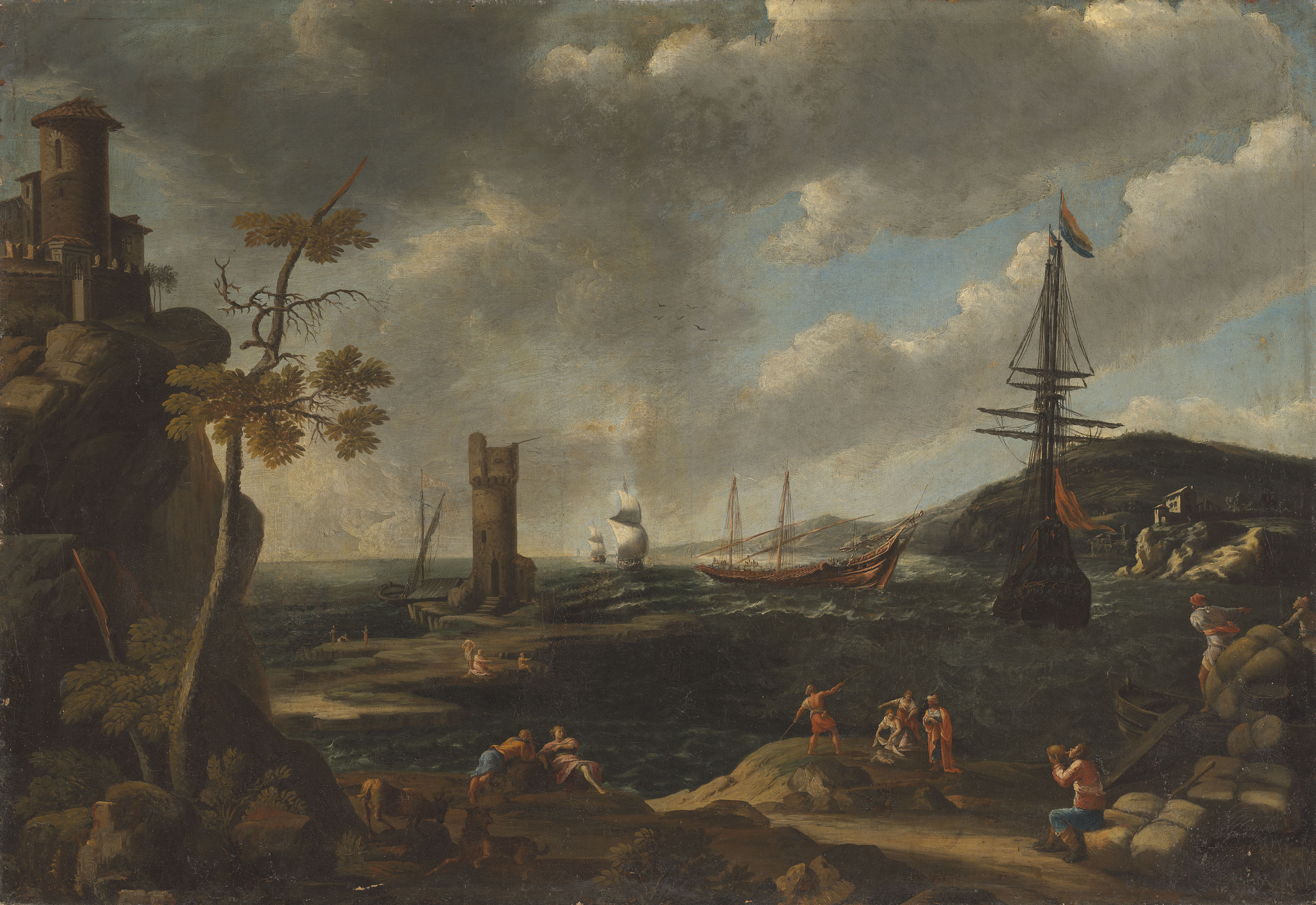
A Coastal Landscape with Fishermen, 私人收藏
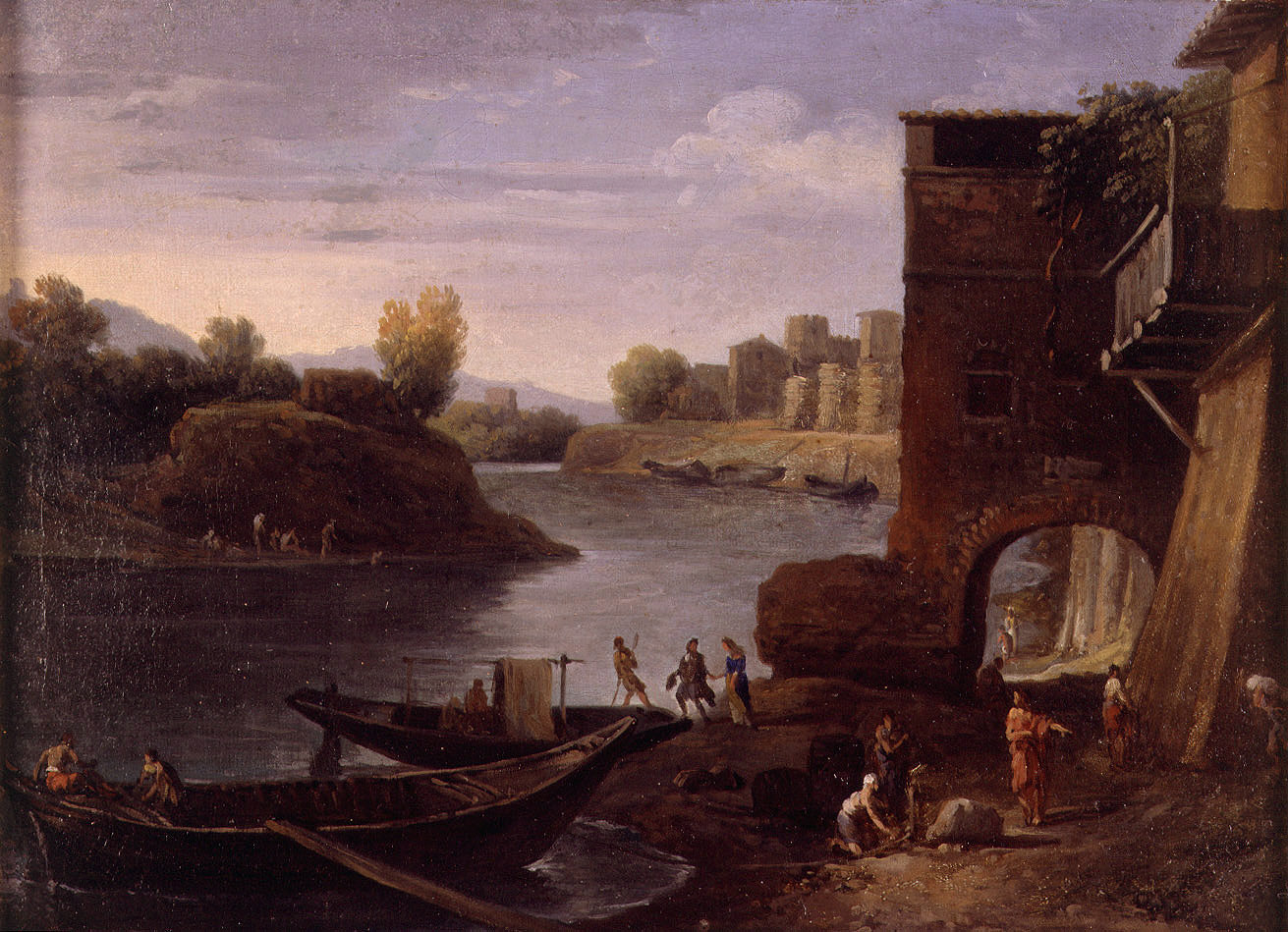
Embarcadero, 画家的圈子, 瓦倫西亞美術館
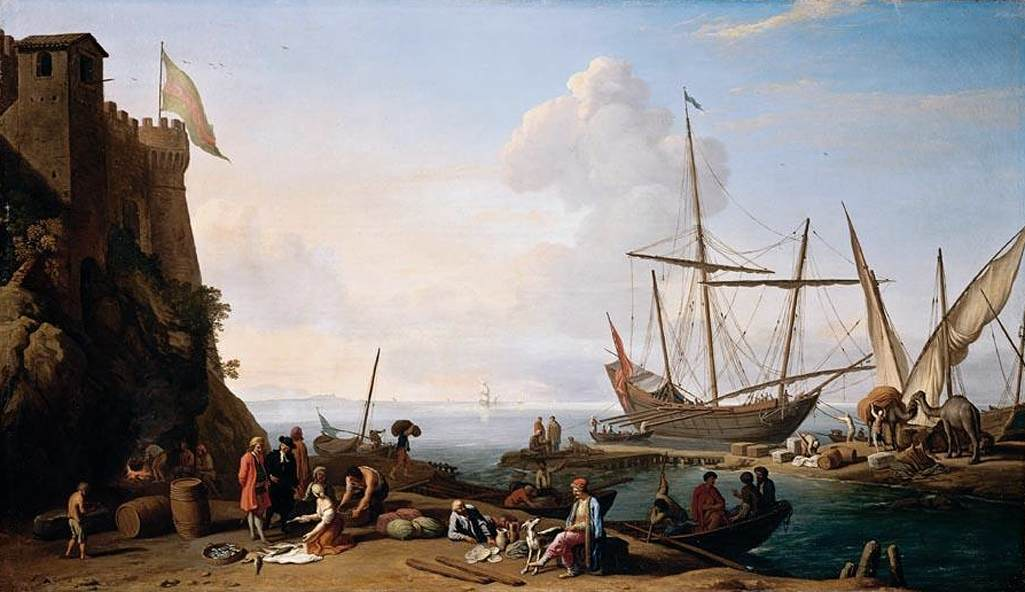
Mediterranean Harbour Scene, 私人收藏

### 來源
1. ↑  Michel 1981，第827頁.
2. ↑  Monahan|title=Year of Sorrows: The great famine of 1709 in Lyon |pp=125–153 |isbn=978-0-8142-0608-9
3. ↑  Lachiver |Les Années De Misère: La famine au temps du Grand Roi, 1680–1720 |isbn=978-2-213-02799-9 |pp=361, 381–382}}
4. ↑  Maddalo 1982，第15頁.
5. 1 2  Maddalo 1982，第31頁.
6. ↑  G.Dargent 1979.
7. 1 2 3 4 5  . Grove Art Online.   [2020-10-24]. doi:10.1093/gao/9781884446054.001.0001/oao-9781884446054-e-7000053792. （原始内容存档于2020-10-17）.
8. ↑  Maddalo 1982，第16頁.
9. ↑  . rkd.nl.   [2020-10-24]. （原始内容存档于2016-03-04）.
10. ↑  Maddalo 1982，第34頁.
11. ↑  Maddalo 1982，第39頁.
12. ↑  . www.wga.hu.   [2022-03-08]. （原始内容存档于2020-11-24）.
13. ↑  . www.governo.it. 2015年11月16日  [2020年10月24日]. （原始内容存档于2019年6月26日）.
14. ↑  Maddalo 1982，第13頁.
15. 1 2  .   [2020-10-24]. （原始内容存档于2020-10-20）.
16. 1 2  Michel 1981，第834頁.
17. ↑  Michel 1981，第835頁.